# Eburia haldemani
Eburia haldemani es una especie de escarabajo longicornio del género Eburia, subfamilia Cerambycinae. Fue descrita científicamente por LeConte en 1851.
Se distribuye por México y los Estados Unidos. Mide 14,2-30 milímetros de longitud. El período de vuelo ocurre en los meses de abril, mayo, junio, julio y agosto.